# Скакун песчаный
Скакун песчаный (лат. Cicindela arenaria) — вид жуков из подсемейства скакунов (Cicindelinae).

## Описание
Жук длиной 6,5—10 мм. Окраска бронзово-зеленая, матовая. Надкрылья с грубой пунктировкой, двумя тонкими изогнутыми белыми перевязями и вершинным пятном. Середина переднеспинки покрыта редкими белыми волосками.

## Ареал
Распространён от Средней и Южной Европы до Западной Сибири.

## Местообитания
Предпочитает сухие сыпучие пески по берегам водоемов, песчаные карьеры, насыпи.

## Биология
Жуки встречаются в июне-августе. Питаются муравьями.

## Численность
В Европе численность вида сокращается. Но, в локальных популяциях на небольшой территории может массово размножаться.

## Меры охраны
Вид включен во 2-е издание Красной книги Республики Беларусь (III категория).

## Подвиды
- Cicindela arenaria arenaria
- Cicindela arenaria nudoscripta
- Cicindela arenaria viennensis